# Quadratló
El quadratló és un esport combinat i de resistència en el qual l'atleta realitza quatre disciplines esportives en quatre segments: natació, piragüisme, ciclisme i cursa a peu. L'ordre és l'assenyalat i el cronòmetre no s'atura durant tota la competició.